# گویان‌ها

نقشه سیاسی گویان‌ها که منطقه گویان در ونزوئلا (گویان اسپانیای پیشین) و گویان برزیل (گویان پرتغال پیشین) را در بر می‌گیرد.

گویان‌ها یا گویاناز (انگلیسی: The Guianas) منطقه‌ای در شمال‌غربی قاره آمریکای جنوبی است که سه قلمرو زیر را در خود جای داده‌است:
- گویان فرانسه، یکی از ناحیه‌های فرادریایی فرانسه
- گویان که از ۱۸۳۱ تا ۱۹۶۶ پس از تصرف مستعمره‌های بربیس، اسکوئیبو و دمارارا از هلند در سال ۱۸۱۴ و ادغام آن‌ها در یک مستعمره، گویان بریتانیا نامیده می‌شد.
- سورینام که تا سال ۱۸۱۴ و به همراه مستعمره‌های بربیس، اسکوئیبو و دمارارا، گویان هلند نامیده می‌شد.

در مفهوم وسیع‌تر، گویان‌ها ممکن است شامل مناطق زیر نیز شود:
- منطقه گویان در ونزوئلا (ایالت‌های آمازوناس، بولیوار و دلتا آماکورو)، که پیشتر با نام‌های استان گویان و گویان اسپانیا شناخته می‌شد.
- گویان پرتغال (یا گویان برزیل) که منطبق بر ایالت آماپا در شمال برزیل است.